# 吉田圭
吉田 圭（よしだ けい、1984年7月4日 - ）は、東京都北区出身の元プロ野球選手（内野手）。広島東洋カープに所属していた。

## 来歴・人物
帝京高校では1年秋から一塁手で出場、2年春から外野手。3年時に夏の甲子園でベスト4。また東東京大会準々決勝では芝浦工大高に対して9回1死までノーヒットノーラン。チームメートの松本高明と共に2002年ドラフト2巡目で広島東洋カープに投手として入団。高校通算18本塁打を放った打力も評価されていた。
しかし、左肩を痛め1年目は治療に専念するも、以前のような投球は出来なくなり、シーズン終了後にコーチから野手転向を勧められ、2年目以降は外野手で1軍定着を目指した。
2006年8月31日の巨人戦では一塁手として初スタメンを果たす。
2007年からは、2006年に入団した青木高広が背番号・47を着けたため、それまで苫米地鉄人が着けていた54に変更。
その年、アマチュアと若手の有望選手だけで収集されたプレ五輪日本代表候補にも選ばれ、8月11日に行われた松下電器との練習試合でホームラン、チェコ戦で4番に座りホームラン、中国戦ではツーベースヒット、フランス戦ではビッグイニングを演出するタイムリーヒットなど、国際試合で主軸として大活躍した。
2008年は内野手登録に変更。ウエスタン・リーグでは外野を守る機会がなかった。一塁も松山竜平の加入で控えに回ることが多かった。
2009年10月9日付で戦力外を受けた。シーズン終了後、12球団合同トライアウトに参加したが、獲得する球団は現れず現役を引退。
2010年から広島市内のお好み焼き・鉄板焼きの「五ェ門」で3年間修業後、2013年4月20日に丸木唯（カープOB）と「鉄板焼 まるよし」をオープン。広島ホームテレビのテレビ番組にお店が登場することがある。
2020年に独立して東京に戻り、お好み焼き屋「さぶろく」を開店してオーナーを務めている。同じく独立した丸木は広島に残り「鉄板焼 まるき」と改称して経営を続けている。
2025年3月、貴ちゃんねるずに出演。帝京高校野球部の先輩である石橋貴明と初めて対面する。

## 詳細情報

### 年度別打撃成績
| 年 度     | 球 団     | 試 合 | 打 席 | 打 数 | 得 点 | 安 打 | 二 塁 打 | 三 塁 打 | 本 塁 打 | 塁 打 | 打 点 | 盗 塁 | 盗 塁 死 | 犠 打 | 犠 飛 | 四 球 | 敬 遠 | 死 球 | 三 振 | 併 殺 打 | 打 率 | 出 塁 率 | 長 打 率 | O P S |
| --------- | --------- | ----- | ----- | ----- | ----- | ----- | -------- | -------- | -------- | ----- | ----- | ----- | -------- | ----- | ----- | ----- | ----- | ----- | ----- | -------- | ----- | -------- | -------- | ----- |
| 2006      | 広島      | 16    | 25    | 24    | 1     | 3     | 0        | 0        | 0        | 3     | 2     | 0     | 0        | 0     | 1     | 0     | 0     | 0     | 9     | 0        | .125  | .120     | .125     | .245  |
| 通算：1年 | 通算：1年 | 16    | 25    | 24    | 1     | 3     | 0        | 0        | 0        | 3     | 2     | 0     | 0        | 0     | 1     | 0     | 0     | 0     | 9     | 0        | .125  | .120     | .125     | .245  |

### 年度別守備成績
| 年 度 | 球 団 | 一塁  | 一塁  | 一塁  | 一塁  | 一塁  | 一塁     | 外野  | 外野  | 外野  | 外野  | 外野  | 外野     |
| 年 度 | 球 団 | 試 合 | 刺 殺 | 補 殺 | 失 策 | 併 殺 | 守 備 率 | 試 合 | 刺 殺 | 補 殺 | 失 策 | 併 殺 | 守 備 率 |
| ----- | ----- | ----- | ----- | ----- | ----- | ----- | -------- | ----- | ----- | ----- | ----- | ----- | -------- |
| 2006  | 広島  | 12    | 62    | 8     | 1     | 6     | .986     | 1     | 0     | 0     | 0     | 0     | ----     |
| 通算  | 通算  | 12    | 62    | 8     | 1     | 6     | .986     | 1     | 0     | 0     | 0     | 0     | ----     |

### 記録
- 初出場：2006年8月26日、対東京ヤクルトスワローズ14回戦（釧路市民球場）、9回裏に一塁手で出場
- 初打席・初安打：2006年8月27日、対東京ヤクルトスワローズ15回戦（帯広の森野球場）、7回表に高井雄平から右前安打
- 初先発出場：2006年8月31日、対読売ジャイアンツ18回戦（福岡Yahoo! JAPANドーム）、7番・一塁手で先発出場、4打数1安打
- 初打点：2006年9月10日、対中日ドラゴンズ17回戦（広島市民球場）、1回裏に佐藤充から中犠飛

### 背番号
- 47 （2003年 - 2006年）
- 54 （2007年 - 2009年）